# BCmot 03050
A MÁV BCmot 03050, később BCmot 06501 psz. A1 tengelyelrendezésű, Stoltz-rendszerű gőzmotorkocsija. Gyártotta: Magyar Waggon és Gépgyár  (MVG), Győr, 1904.

## Története
1904 elején a győri Magyar Waggon- és Gépgyár is szállított egy 30 kW teljesítményű próbamotorkocsit a MÁV-nak. A motorkocsi szerkezeti felépítése hasonló volt a Ganz VIla jellegű kocsikéhoz, de a győri motorkocsit Stoltz-rendszerű gőzfejlesztővel és gőzmotorral látták el.
A 8233 gyári számú, BCm0t 03050 később 06501 pályaszámú próbamotorkocsit eredetileg Berlinben gyártott gőzfejlesztővel és gőzmotorral szállította a győri gyár, de a várható megrendelések reményében megvásárolta a 30 és 60 kW teljesítményű berendezés gyártási jogát, és megkezdte ezek gyártását. A motorkocsit 1904 július 21-én adták át próbaszolgálatra a MÁV-nak.

## Szerkezete

### Kazán
A Peter Stoltz berlini mérnök által szerkesztett gőzfejlesztő forrcsöves állókazán volt túlhevítővel. A berendezés az üzem megindításától számított 23 perc elteltével már 50 bar nyomású gőzt szolgáltatott. A gőzfejlesztő hőszigetelő lemezházba volt beépíve. A 0,4 m² felületű síkrostély felett elhelyezett 14 darab elgőzölögtető csőpanelból, 13,5 m² felületű túlhevítőből és tápvízelőmelegítő csőkígyóból állt. A csőpanelek mindkét oldalukon hullámosra hengerelt acéllapok voltak, amelyek hullámhegyei közé párhuzamos furatokat fúrtak. Ezeket a furatokat keresztirányban mindkét végükön eldugózott, kisebb átmérőjű furatokkal kötötték össze, így minden egyes csőpanel belseje egy nagy kiterjedésű elgőzölögtető felületként lett kialakítva. A panelek a tűztérbe függőlegesen beépítve, egymással párhuzamosan kapcsolva egyik oldalukon a tápvízvezetékkel, másik oldalukon a gőztérrel álltak összeköttetésben. A csőpanelek össztérfogata mintegy 30 liter volt. A paneleket 500 bar próbanyomásra méretezték, de esetenként a 800 bar nyomást is elviselték, így meghibásodásra nem voltak érzékenyek. A csőcsatlakozások a tűztéren kívül voltak, ily módon nem kellett kényes hőálló tömítéseket alkalmazni.
A csőpanelek között áramló füstgázok hatására keletkezett telített gőz egy gyűjtőtartályban gyűlt össze. Innen először egy túlhevítő csőcsoporton, majd a középső csőkígyón átáramolva jutott el a gőzszeleppel felszerelt gőzgyűjtőtérbe. A túlhevítő csöveket a csőpanelek közötti térben helyezték el, így azok nem foglaltak el külön teret. A kétlépcsős túlhevítés hatására létrejött gőzhőmérséklet 420 °C volt.

### Gőzmotor
A Stoltz rendszerű gőzmotor a de Dion-Bouton gőzmotorhoz hasonló elrendezésű, a jármű kerékpártengelyére szerelt kéthengeres, kompaund rendszerű volt, zárt acélöntésű házba építve. A nagynyomású henger furata 86 mm, a kisnyomásúé 146 mm volt. A hengereket és a dugattyúgyűrűket öntöttvasból készítették, a dugattyúkat acélöntvényből.
A motorkocsi hossztengelyével párhuzamos vízszintesen hengerekbe jutó gőzt szeleprendszer osztotta el (az 50 atm. nyomásra a síktolattyúk nem feleltek meg). A gőzhengerek munkatere alá épített szeleprendszert a motor forgattyústengelyéről kúpkerekek és vezértengely által meghajtott bütyköstengely vezérelte. A töltésállítás és a menetirányváltás a bütyköstengely tengelyirányú elmozgatásával történt. A motor állandó áttételű kettős fogaskerékhajtással hajtotta a kocsi hajtott kerékpárját.
A Stoltz-rendszerű gőzmotort különleges, szelepes indítókészülékkel látták el. Ez azonban később az üzemben feleslegesnek bizonyult, így a későbbi motorkocsiknál már nem alkalmazták.

## A motorkocsi további sorsa
A győri vezetés bízva a motorkocsi sikerében még a MÁV további megrendelése előtt elkezdett egy 10 db-os sorozatgyártást. Ám a sorozatgyártás megkezdésekor nem vette figyelembe a MÁV szabványokat és előírásokat, illetve a próbakocsi tapasztalatait, azok MÁV észrevételezéseit. Az időközben a gyártás megindulásáról értesülve a MÁV szakértőivel ellenőriztette a gyártást és olyan kifogásokat emelt, hogy azt a gyár nem tudta korrigálni, ezért az időközben megkötött szerződést közös megegyezéssel felmondták, a próbamotorkocsit 1904 végén visszaszállították a gyárba.